# 圣图瓦
圣图瓦（法語：Saint-Thois，法語發音：[sɛ̃ twa]）是法国菲尼斯泰尔省的一个市镇，属于沙托兰区。

## 地理
圣图瓦（48°9'55"N, 3°53'4"W）面积18.1 平方千米，位于法国布列塔尼大區菲尼斯泰尔省，该省份为法国最西部的省份，位于布列塔尼半岛西部，北西南三面环大西洋，东临阿摩尔滨海省和莫尔比昂省。
与圣图瓦接壤的市镇（或旧市镇、城区）包括：法乌新堡、埃代恩、古埃泽克、拉兹、莱农。

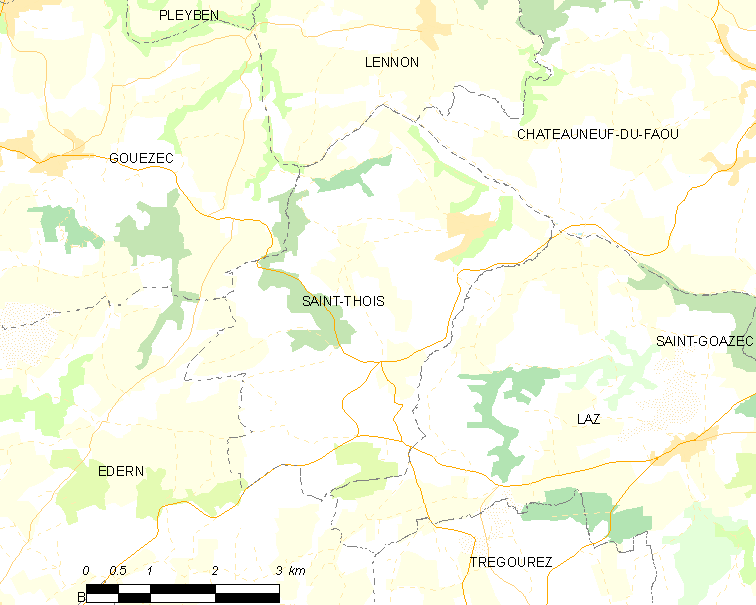
圣图瓦的OSM定位图

圣图瓦的时区为UTC+01:00、UTC+02:00（夏令时）。

## 行政
圣图瓦的邮政编码为29520，INSEE市镇编码为29267。

## 政治
圣图瓦所属的省级选区为布列克县。

## 人口

1962-2008年间圣图瓦人口变化图示

圣图瓦于2022年1月1日时的人口数量为709人。